# 囊谦翠雀花
囊谦翠雀花（学名：Delphinium nangchienense）是毛茛科翠雀属的植物，为中国的特有植物。分布在中国大陆的青海等地，生长于海拔4,200米的地区，一般生长在山坡林边草地，目前尚未由人工引种栽培。

## 别名
萨贡巴（藏名）